# Visco Corporation
Visco Corporation (株式会社ビスコ, , Kabushikigaisha Bisuko) é uma empresa de software localizada em Quioto, Japão. Sua origem começou com Tetsuo Akiyama (秋山 哲雄, , Akiyama Tetsuo) em 1982 quando era Video System Kyoto (,ビデオシステム京都, Bideo Sutemu Kyoto) e mais tarde tornou-se uma corporativa em 8 de agosto de 1983, revelando-se como "Visco" no Japão. Originalmente ela desenvolvia software, jogos de videogames para diversas plataformas, desde arcades e NES, até Nintendo 64 e Neo Geo no passado. Quando a Visco era uma das empresas sob a égide da Taito, alguns de seus títulos eram rotulados como "Taito". Ela também se uniu à Seta e à Sammy no desenvolvimento de jogos de arcade desenvolvidos com a placa de sistema SSV (Sammy, Seta e Visco) até que a Sammy adquiriu totalmente a famosa empresa de jogos Sega sob uma nova empresa chamada Sega Sammy Holdings em 2004, enquanto a controladora da Seta, Aruze anunciou em dezembro de 2008 que a Seta decidiu fechar as portas após 23 anos de existência. Portanto, a placa SSV não estava mais sendo produzida. A partir de 2008, a Visco começou a fabricar caça-níqueis para cassinos, principalmente nas regiões do sudeste asiático.

## Jogos lançados
| #  | Títulos                                   | Platforma(s)                    | Ano de lançamento | Nota(s) |
| -- | ----------------------------------------- | ------------------------------- | ----------------- | --- |
| 1  | Andro Dunos                               | Neo Geo (MVS & AES)             | 1992              | |
| 2  | Ashura Blaster                            | Arcade                          | 1990              | Jogo desenvolvido pela Visco para a Taito. |
| 3  | Asuka & Asuka                             | Arcade                          | 1988              | Jogo desenvolvido pela Visco para ar Taito. |
| 4  | Bang Bead                                 | Neo Geo MVS                     | 2000              | |
| 5  | Bang² Busters                             | Neo Geo (MVS & AES), Neo Geo CD | 2000 (protótipo)  | 1) Também conhecido como Bang Bang Busters. 2) O jogo foi completamente desenvolvido para os sistemas Neo Geo (MVS & AES) e Neo Geo CD, pela Neo Conception International em 2010. |
| 6  | Bass Rush: ECOGEAR PowerWorm Championship | Nintendo 64, Sega Dreamcast     | 2000              | |
| 7  | Battle Flip Shot                          | Neo Geo                         | 1997              | |
| 8  | Blocken                                   | Arcade                          | 1994              | Jogo desenvolvido pela KID. |
| 9  | Breakers                                  | Neo Geo (MVS & AES), Neo Geo CD | 1996              | |
| 10 | Breakers Revenge                          | Neo Geo                         | 1998              | Uma versão atualizada de Breakers. |
| 11 | Captain Tomaday                           | Neo Geo                         | 1999              | |
| 12 | Chiki Chiki Boys                          | Sega Mega Drive                 | 1992              | Um port do Mega Drive de Mega Twins, feito pela Capcom para Arcade em 1990. |
| 13 | Cowboy Kid                                | NES                             | 1991              | 1) Jogo desenvolvido pela Pixel. 2) É conhecido no japão como Western Kids. |
| 14 | Crystal Legacy                            | Neo Geo                         | 1994 (protótipo)  | 1) Também conhecido como Tenrin no Syo Chicago. 2) Jogo e título de origem de Breakers.                                                                                            |
| 15 | Drift Out                                 | Arcade                          | 1991              | |
| 16 | Drift Out '94: The Hard Order             | Arcade                          | 1994              | |
| 17 | Galmedes                                  | Arcade                          | 1992              | |
| 18 | Ganryu                                    | Neo Geo                         | 1999              | Também conhecido como Musashi Ganryuki. |
| 19 | Goal! Goal! Goal!                         | Neo Geo (MVS & AES)             | 1995              | |
| 20 | Great Boxing: Rush Up                     | NES                             | 1990              | Jogo publicado na América do Norte pela Romstar como World Champ. |
| 21 | Maze of Flott                             | Arcade                          | 1989              | Jogo desenvolvido pela Taito. |
| 22 | Neo Drift Out: New Technology             | Neo Geo (MVS & AES), Neo Geo CD | 1996              | |
| 23 | Neo Mr. Do!                               | Neo Geo (MVS & AES)             | 1996              | Jogo desenvolvido na licença da Universal. |
| 24 | Panic Road                                | Arcade                          | 1986              | Jogo co-desenvolvido com a Seibu Kaihatsu. |
| 25 | Puzzle De Pon!                            | Neo Geo                         | 1995              | Jogo lançado e licenciado pela Taito. |
| 26 | Puzzle De Pon! R                          | Neo Geo                         | 1997              | Jogo lançado e licenciado pela Taito. |
| 27 | Puzzlekko Club                            | Neo Geo                         | 1994 (protótipo)  | |
| 28 | Rally Bike                                | NES                             | 1990              | 1) Jogo desenvolvido pela Toaplan. 2) É conhecido no Japão como Dash Yarou. |
| 29 | Stagger I                                 | Arcade                          | 1998              | 1) Jogo desenvolvido pela Afega. 2) É conhecido fora do Japão como Red Hawk. |
| 30 | Storm Blade                               | Arcade                          | 1996              | |
| 31 | Super Drift Out                           | Super Famicom                   | 1995              | |
| 32 | Thunder & Lightning                       | Arcade, NES                     | 1990              | 1) Jogo co-desenvolvido como a SETA. 2) É conhecido no Japão como Family Block. |
| 33 | Thunder & Lightning 2                     | Arcade                          | 1992              | A única sequência de Thunder & Lightning, conhecido no Japão como Block Carnival.                                                                                                  |
| 34 | U.N. Defense Force: Earth Joker           | Arcade                          | 1993              | |
| 35 | Vasara                                    | Arcade                          | 2000              | [ 3 ] |
| 36 | Vasara 2                                  | Arcade                          | 2001              | |
| 37 | Vivid Dolls                               | Aleck 64 Arcade System          | 1998              | Eroge desenvolvido pela Visco. Publicado pela SETA. Similar ao Qix. |
| 38 | Wardner                                   | Sega Mega Drive                 | 1990              | O port do jogo do Mega Drive é conhecido como Wardner no Mori Special no Japão. |